# Nannochelifer litoralis
Nannochelifer litoralis es una especie de arácnido del orden Pseudoscorpionida de la familia Cheliferidae.

## Distribución geográfica
Se encuentra en Kenia y Somalia.